# (1532) Inari
(1532) Inari est un astéroïde de la ceinture principale.

## Description
(1532) Inari est un astéroïde de la ceinture principale. Il fut découvert le 16 septembre 1938 à Turku par Yrjö Väisälä. Il présente une orbite caractérisée par un demi-grand axe de 3,00 UA, une excentricité de 0,05 et une inclinaison de 8,8° par rapport à l'écliptique.

## Compléments